# Азеево (Рязанская область)

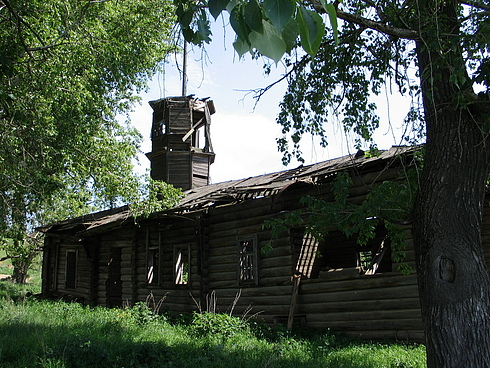
Остатки старой мечети

Азе́ево (тат. Әҗе) — село в Ермишинском районе Рязанской области России.
Административный центр Азеевского сельского поселения. Ранее центр Азеевского сельского округа.

## География
Находится на правобережье реки Мокши, в 4 км от берега.

## История
Согласно некоторым источникам, село существовало уже в 1527 г. До 1702 года — в составе Касимовского царства. Поздней оно относилось к Елатомскому уезду Тамбовской губернии, было крупнейшим в округе и вторым после Сасово в уезде. По 3-й ревизии 1761—1767 гг. в селе проживало 916 татар в 158 дворах и 73 русских крепостных крестьян в 14 дворах. Согласно данным 9-й ревизии в 1850 г. проживало 2943 чел., из них 2843 татар-магометан. В 1861 г. проживало 3457 чел. в 446 дворах. В 1882 г. проживали уже 4420 чел. в 669 дворах. Базары действовали по четвергам в соседних селах Данилово и Богоявление. Известны имена старосты Рахима Урманова и старшины Салима Бурнашева.

## Население
| 1982 | 1989 | 2004 | 2010 | 2011 | 2023 |
| ---- | ---- | ---- | ---- | ---- | ---- |
| 1100 | ↘838 | ↗875 | ↘724 | ↘723 | ↘624 |

Жители преимущественно русские (51 %) и татары (46 %) (2002), много смешанных семей.

## Инфраструктура
Сельский культурно-досуговый центр, включающий школу, клуб со зрительным залом и библиотеку. В школе обучается 110 человек, работают группы продлённого дня, организовано горячее питание, действуют спортивные секции для молодёжи и всех жителей села. В ней установлено компьютерное оборудование с выходом в Интернет. При клубе создан фольклорный татарский ансамбль «Сабантуй», работают кружки, организуются фестивали и выставки. Книжный фонд модельной сельской библиотеки насчитывает 38 тысяч экз.
На окраине села — крупное мусульманское кладбище.

## Экономика
История
В конце XIX — начале XX вв. население выезжало на заработки в Среднюю Азию, где занималось заготовками хлопка, шерсти и др. Приток капитала способствовал повышению уровня благосостояния сельчан. Строились мечети, школы, медресе, двухэтажные кирпичные дома. Среди предпринимателей того времени можно отметить Каиповых (Чумар), которые имели большое хозяйство и несколько сот десятин леса (Чумарский лес). Другим крупным баем был Вяли Бурнашев (Симай), владевший имением в Ляхове. У Каиповых и В. Бурнашева были стада овец в Киргизской степи. Крупными землевладельцами были Урмановы (Никонор), которые владели несколькими сотнями десятин земли и канатным заводом в Азеево. Хусаин Бурнашев (тж. Соломон? Сулейман? Салим?) был членом московской компании, которая занималась продажей каракулевых шкурок за границу. Абдулла Танеев, Садек Бурнашев (Муртай), Хусаин Бурнашев занимались скупкой козьего пуха в Оренбургской губернии, его переработкой в Азеево и оптовой продажей в Москве. В селе были 4 ветряные и 2 паровые мельницы. Одна паровая мельница принадлежала отцу Ибрагима Каипова (Шабалай), вторая — Федору Шимбакову. На них занимались производством масла из семян льна и конопли.
По данным 6-й ревизии в 1811 г. в шести волостях Елатомского уезда было 4365 лошадей и 926 жеребят, 4985 коров и 3912 телят, 16 206 овец. Больше всего овец было в Азеевской и Савватемской волостях, а лошадей — в Азеевской.
Современность
Маслосырзавод, сельхозпредприятие «Азеевское».

## Ислам
По некоторым данным, первая мечеть в Азеево была построена около 1676 году, после приезда в 1673 г. в село муллы и учителя Тимерали Сафарова, ставшего родоначальником имамов и мугаллимов Сафаровых.
В 1803 г. в селе уже было три деревянных мечети, а в 1850 — 4 мечети и 2 школы, в которых учились 80 детей.
Первая школа (мектеб) была открыта при мечети в 1827 г.
Уроженцем Азеево был Тахфатулла Сафаров (1822 — 1916) — многолетний имам Костромской мечети (1849-1906).
В 1861 г. число мечетей в Азеево было прежним — четыре, действовало известное медресе, где существовало отделение для подготовки женщин — учителей.
Весной 1917 года в селе действовало уже 7 мечетей.
После Октябрьской революции 1917 г. все азеевские мечети были закрыты, их здания были приспособлены под другие нужды. Деревянные здания некоторых старых мечетей стоят и поныне.
Весной 1998 г. на сходе жителей села Азеево было принято решение о постройке новой мечети. Новая мечеть, построенная из кирпича была торжественно открыта в 2004 году (большую помощь в постройке мечети оказал местный предприниматель и меценат Рустам Бекбулатов).